# Русинська Вікіпедія
Русинська Вікіпедія (русин. Русиньска Вікіпедія) — розділ Вікіпедії русинською мовою. Відкрилась 23 січня 2011 року. Русинська Вікіпедія станом на 27 березня 2025 року налічує 9912 статей, 32 513 зареєстрованих користувачів, 36 активних дописувачів, 2 адміністраторів
.
Загальна кількість сторінок в русинській Вікіпедії — 21 501, редагувань — 154 865, завантажених файлів — 87
. Глибина (рівень розвитку мовного розділу) русинської Вікіпедії дуже мала і становить лише 9.8 пунктів
. Через низьку активність статті мають невеликий розмір.
За кількістю статей перебуває на 177-му місці серед усіх мовних розділів та на 17-му серед слов'яномовних розділів Вікіпедії (між верхньолужицькою та кашубською Вікіпедіями).

## Історія
Спершу розділ існував у тестовому режимі на Вікіінкубаторі, — проєкті фонду Вікімедіа, призначеного для тестування нових мовних розділів. Пробний проєкт було започатковано 30 квітня 2007 року, першою стала стаття про Курув — село на південному сході Польщі. 16 листопада того ж року з'явилася перша версія Головної сторінки. Протягом наступних 3 років проєкт розвивався украй повільно через відсутність активних учасників і єдиної літературної норми. Становище змінилося тільки у 2010 році після приходу користувача Gazeb (припинив діяльність в серпні 2016), який активно заходився створювати нові статті, написані на пряшівському варіанті.
Заявку на відкриття проєкту було подано в березні 2010, а в жовтні того ж року мовним комітетом було прийнято рішення на користь створення самостійного розділу русинською мовою. Його відкриття відбулося 23 січня 2011. До цього моменту тестова вікіпедія містила 1190 статей. До 3 грудня 2012 року розділ налічував вже 4026 статей і посідав 150-те місце у списку Вікіпедій за кількістю статей, значною мірою завдяки створенню невеликих за розміром статей про роки та східнословацькі села. 30 грудня 2016 року загальна кількість сторінок у русинській вікіпедії перевищила 10000.
Русинську Вікіпедію відвідує відносно небагато користувачів з огляду на більшу вичерпність та детальність інформації, зокрема і на русинську тематику, у більших за розмірами розділах спорідненими мовами. На думку наукового співробітника відділу української етнології НДІУ Олега Чиркова, значення русинського сегмента «переважно символічне й політичне».
Русинська Вікіпедія написана здебільшого пряшівським кодифікованим варіантом, але також наявні окремі статті, написані підкарпатською та бачванською бесідами. З листопада 2016 року зусиллями користувача Igor Kercsa (Керча Ігор Юрійович) стали публікуватись статті, написані на основі етимологічної «Грамматики руського языка», створеної в 1941 закарпатським філологом Іваном Гарайдою.

## Хронологія та відвідуваність
| Країни за відвідуваністю Русинської Вікіпедії станом на серпень 2017 року                                       | Країни за відвідуваністю Русинської Вікіпедії станом на серпень 2017 року | Країни за відвідуваністю Русинської Вікіпедії станом на серпень 2017 року | Країни за відвідуваністю Русинської Вікіпедії станом на серпень 2017 року | Країни за відвідуваністю Русинської Вікіпедії станом на серпень 2017 року |
| --- | ------------------------------------------------------------------------- | ------------------------------------------------------------------------- | ------------------------------------------------------------------------- | ------------------------------------------------------------------------- |
| Країна |                                                                           |                                                                           |                                                                           |                                                                           |
| США | США                                                                       |                                                                           | 60.2%                                                                     | 60.2%                                                                     |
| Німеччина | Німеччина                                                                 |                                                                           | 14.0%                                                                     | 14.0%                                                                     |
| Франція | Франція                                                                   |                                                                           | 8.2%                                                                      | 8.2%                                                                      |
| Росія | Росія                                                                     |                                                                           | 7.6%                                                                      | 7.6%                                                                      |
| Канада | Канада                                                                    |                                                                           | 3.5%                                                                      | 3.5%                                                                      |
| Інші держави | Інші держави                                                              |                                                                           | 6.5%                                                                      | 6.5%                                                                      |
| За даними аналізу 0.001% від загальної відвідуваності Вікіпедії в період с 1 серпня по 31 серпня 2017 — Джерело |                                                                           |                                                                           |                                                                           |                                                                           |

- 30 квітня 2007 — проєкт започатковано у Вікіінкубаторі, створена 1 стаття.
- 16 листопада 2007  — створено Головну сторінку.
- 9 вересня 2010 — 500 статей.
- 14 жовтня 2010 — 1000 статей.
- 23 січня 2011  — вікіпедію відкрили на власному піддомені.
- 9 березня 2011 — 2000 статей.
- 26 жовтня 2011 — 3000 статей.
- 29 серпня 2012 — 4000 статей.
- 22 січня 2013 — 5000 статей.
- 12 квітня 2013 — число редагувань перевищило  100 000.
- 13 травня 2014 — 6000 статей.
- 10 листопада 2016 — 5900 статей.
- 31 березня 2017 — 6000 статей.